# Humming (TiAのアルバム)
『humming』（ハミング）は、日本のシンガーソングライター・TiAの1作目のアルバム。2004年12月15日に期間限定特別価格盤、2005年2月23日に通常価格盤が発売された。

## 解説
2004年6月のメジャー・デビューから半年でのリリースとなる1stアルバム。デビュー作「Every time」ら3作のシングル収録曲を含む全11曲を収録。なお本作の後、2007年末のエピックレコードジャパンとの契約終了までアルバムはリリースされなかったため、本作が唯一の同社からリリースされたアルバムである。

## 収録曲
1. Every time
作詞/作曲：TiA 編曲：河野圭
1stシングル曲。
CX系音楽番組『HEY!HEY!HEY! MUSIC CHAMP』エンディングテーマ。
2. 流星
作詞：TiA/小林夏海 作曲：TiA/河野圭 編曲：河野圭
2ndシングル曲。
TX系テレビアニメ『NARUTO -ナルト-』エンディングテーマ。
3. be fulfilled
作詞：TiA/T.KURA 作曲：Angie Irons 編曲：村山晋一郎
4. バースデーイヴ
作詞：H.U.B. 作曲/編曲：Face 2 fAKE
3rdシングル（両A面）2曲目。フジテレビフラワーセンターイメージソング。
5. Feel
作詞/作曲：TiA 編曲：清水信之
6. Missing You
作詞/作曲：TiA 編曲：河野圭
2ndシングルのカップリング曲。
7. スタンリー
作詞：TiA/クロウ 作曲：TiA/河野圭 編曲：河野圭
8. 僕がみつけた夢とともに
作詞：TiA 作曲/編曲：佐々木潤
9. blue
作詞：TiA/小林夏海 作曲：TiA/河野圭 編曲：河野圭
10. blanket
作詞：H.U.B. 作曲/編曲：松本良喜
11. ねがい
作詞：渡辺なつみ 作曲：UZA 編曲：大野宏明
3rdシングル（両A面）1曲目。
NTV系バラエティ番組『TVおじゃマンボウ』エンディングテーマ。